# George Friedrich Felix von Bonin
George Friedrich Felix von Bonin (* 16. September 1749 in Köslin; † 3. September 1818 in Polzin) war ein preußischer Landrat in der Neumark, der von 1785 bis um 1808 dem Kreis Dramburg vor stand.

## Leben
Er stammte aus der uradligen Familie Bonin. Sein Vater George Caspar von Bonin (1730–1807) war Erbherr auf Wogenthin, Jatzthum, Dargen und Priddargen und wirkte als Kreisdeputierter und Gemeinheitskommissar im Kreis Fürstenthum in Hinterpommern. Seine Mutter war eine geborene von Zarth. Der Hofgerichtspräsident George Bogislav von Bonin (1701–1764) war sein Großvater. 
Bonin diente in der Preußischen Armee und nahm im Infanterieregiment „von Billerbeck“ 1778/79 am Bayerischen Erbfolgekrieg teil, zuletzt als Leutnant. Nach Kriegsende war er 2 ½ Jahre als Werbeoffizier im Reich tätig und nahm dann seinen Abschied. 
1783 heiratete er Charlotte Caroline von Bonin, eine Tochter des Landrats Otto Wedig von Bonin. Bereits 1782 kaufte er von seinem künftigen Schwiegervater das im Kreis Dramburg gelegene Gut Wutzig, wo er sich niederließ. 1783 wurde Bonin Kreisdeputierter und Direktor der Feuersozietät. 1784 wurde er als Nachfolger seines Schwiegervaters, der Landesdirektor der Neumark geworden war, zum neuen Landrat des Kreises Dramburg gewählt und 1785 vom König ernannt. Um 1808 trat er als Landrat zurück; neuer Landrat wurde ein von Sydow.  
Seine Ehe mit Charlotte Caroline von Bonin wurde bald geschieden. In zweiter Ehe heiratete er Friederike Henriette von Manteuffel. 
Von seinem Vater erhielt er im Jahre 1790, noch zu dessen Lebzeiten, die Güter Wogenthin, Jatzthum, Dargen und Priddargen sowie Dubbertech B, das seine Mutter in die Ehe eingebracht hatte. Das Gut Wutzig verkaufte er daraufhin. Seine Wogenthiner Güter ließ er allodifizieren und verkaufte sie 1799 ebenfalls. Später war er zeitweise Besitzer von anderen Gütern, konnte diese aber gleichfalls nicht halten.